# Kościół św. Mikołaja w Kowalewie Pomorskim
Kościół Świętego Mikołaja w Kowalewie Pomorskim – rzymskokatolicki kościół parafialny w Kowalewie Pomorskim, w powiecie golubsko-dobrzyńskim, w województwie kujawsko-pomorskim. Należy do dekanatu Kowalewo Pomorskie. Mieści się przy Placu 700-lecia.

## Historia i architektura
Świątynia została wybudowana w XIV–XV stuleciu, przebudowana na przełomie XVII i XVIII wieku (gruntownie została odnowiona i wewnątrz zbarokizowana, otrzymała kaplicę od strony południowej i wieżyczkę drewnianą na szczycie zachodnim). Około 1900 roku zostało przebudowane i zmienione na neogotyckie zakończenie szczytu wschodniego, a od strony północnej została przedłużona stara zakrystia. Jest to niewielki (około 13 na 37 metrów), jednonawowy kościół, nie posiadający wydzielonego w bryle prezbiterium. Wnętrze świątyni to jedna sala, nakryta drewnianym płaskim stropem. Wyposażenie kościoła barokowe (m.in. ołtarz główny z 1700 roku, obraz św. Mikołaja z XVIII wieku, boczne ołtarze pochodzące z dawnego kościoła Dominikanów św. Mikołaja w Toruniu oraz baldachim z około 1700 roku). W polu środkowym ołtarza głównego mieści się rzeźba Matki Bożej z Dzieciątkiem, gotycka z około 1400 roku. Między czwartym a piątym przęsłem jest umieszczony łuk tęczowy zaakcentowany belką o falistym przekroju, podtrzymującą krucyfiks i rzeźby ośmiu adorujących aniołków. Łuk również pochodzi z dawnego toruńskiego kościoła podominikańskiego. We wnętrzu budowli można zobaczyć również płyty nagrobne Plemieckich - proboszczów świątyni, kamienne inskrypcje: Jana - starosty kowalewskiego zmarłego w 1576 roku, Achacego – kasztelana chełmińskiego zmarłego w 1606 roku oraz Jana - starosty kowalewskiego zmarłego w 1611 roku.